# 日本即席食品工業協会
一般社団法人日本即席食品工業協会（にほんそくせきしょくひんこうぎょうきょうかい、略称：日即食協、日即協）は、即席麺や加工米飯を製造する食品会社を対象とした業界団体。

## 概要
設立
1964年9月17日、日清食品創業者の安藤百福が、前身となる「社団法人日本ラーメン工業協会」を設立。1971年、日本即席食品工業協会となる。安藤は設立時より理事長、1989年5月より会長を務めてきた。
会員企業
- 即席麺および関連する調味料・かやくの製造元で構成される正会員は58社、冷凍・レトルト米飯の製造元で構成される加工米飯部には19社が加盟。
- 基本的に即席麺及び加工米飯を製造している企業を対象としており、即席食品のなかでもインスタントコーヒーや即席味噌汁などを専業としている企業は対象としていない。

## 協会の活動
- 即席麺類等の日本農林規格の見直し、品質表示基準に基づく表示に関する業務
- 食育推進のための広報活動
- 即席食品の品質向上や製造技術改善に関する調査研究
- 消費者に対する広報宣伝活動、情報の提供
- 世界ラーメン協会（World Instant Noodles Association、WINA）の事務